# هوارد موريسون
هوارد موريسون (بالإنجليزية: Howard Morrison) هو مغني نيوزلندي، ولد في 18 أغسطس 1935 في روتوروا في نيوزيلندا، وتوفي في 24 سبتمبر 2009 بسبب نوبة قلبية.

## وصلات خارجية
- هوارد موريسون على موقع IMDb (الإنجليزية)
- هوارد موريسون على موقع ميوزك برينز (الإنجليزية)
- هوارد موريسون على موقع ديسكوغز (الإنجليزية)
- هوارد موريسون على موقع قاعدة بيانات الفيلم (الإنجليزية)